# Kanton Aups
Der Kanton Aups war bis 2015 ein französischer Wahlkreis im Arrondissement Brignoles, im Département Var und in der Region Provence-Alpes-Côte d’Azur; sein Hauptort war Aups. Vertreter im Generalrat des Départements war zuletzt von 2008 bis 2015 Pierre Lambert (DVD).
Der Kanton lag im Mittel auf 683 Meter Höhe. Der tiefste Punkt lag mit 390 m in Aups, der höchste war mit 1577 m der Gipfel des Grand Margès, der zur Gemeinde Aiguines zählt.

## Gemeinden
Der Kanton bestand aus sechs Gemeinden:
| Gemeinde              | Einwohner Jahr | Fläche km² | Bevölkerungsdichte | Code INSEE | Postleitzahl |
| --------------------- | -------------- | ---------- | ------------------ | ---------- | ------------ |
| Aiguines              | 270 (2013)     | 114,33     | 2 Einw./km²        | 83002      | 83630        |
| Aups                  | 2.122 (2013)   | 64,15      | 33 Einw./km²       | 83007      | 83630        |
| Baudinard-sur-Verdon  | 209 (2013)     | 21,97      | 10 Einw./km²       | 83014      | 83630        |
| Bauduen               | 321 (2013)     | 47,45      | 7 Einw./km²        | 83015      | 83630        |
| Les Salles-sur-Verdon | 252 (2013)     | 4,97       | 51 Einw./km²       | 83122      | 83630        |
| Vérignon              | 10 (2013)      | 36,9       | 0 Einw./km²        | 83147      | 83630        |